# Euphaedra (Gausapia) mariaechristinae
Euphaedra (Gausapia) mariaechristinae es una especie de  Lepidoptera, de la familia Nymphalidae,  subfamilia Limenitidinae, tribu Adoliadini, pertenece al género Euphaedra, subgénero (Gausapia).

## Localización
Esta especie de Lepidoptera, se encuentran localizadas en Ghana (África).